# 後李文化

後李文化の範囲

後李文化（こうりぶんか）は、中国山東省の黄河下流域を中心に紀元前6500年頃 - 紀元前5500年頃にかけて存在した新石器時代の文化。

## 概要
後李文化の人々は方形の竪穴建物に住んでおり、イヌやブタを飼っていた。紅褐陶の陶器や各種石器、地下の貯蔵穴、墓穴なども多数発見されている。
標式遺跡は、山東省臨淄区の斉陵街道・後李官村から発見されていた後李遺跡であり、高速道路建設に先立ち1989年から1990年にかけて発掘された。後李文化に属する遺跡は山東省の平野部からいくつか発見され、同じく山東省で見つかる北辛文化へと引き継がれていった。
後李文化ではアワなど雑穀の栽培を行っていたが、済南市長清区の帰徳鎮月荘村で発見された月荘遺跡（Yuezhuang site）では雑穀のほかに炭化したコメが発見され、黄河流域で最古となる稲の栽培の証拠となった。AMS法による放射性炭素年代測定では7050年前（誤差±80年）のものとされている。